# David Brekalo
David Brekalo (Liubliana, 3 de diciembre de 1998) es un futbolista esloveno que juega en la demarcación de defensa para el Orlando City S. C. de la Major League Soccer.

## Selección nacional
Tras jugar en las categorías inferiores de la selección, finalmente hizo su debut con la selección de fútbol de Eslovenia en un partido amistoso contra Croacia que finalizó con un resultado de empate a uno tras el gol de Andrej Kramarić para el combinado croata, y de Jaka Bijol para Eslovenia.

### Participaciones en Eurocopas
| Copa          | Sede     | Resultado        | Partidos | Goles |
| ------------- | -------- | ---------------- | -------- | ----- |
| Eurocopa 2024 | Alemania | Octavos de final | 2        | 0     |

## Clubes
| Club               | País           | Año       | Partidos | Goles |
| ------------------ | -------------- | --------- | -------- | ----- |
| NK Bravo           | Eslovenia      | 2017-2021 | 125      | 12    |
| Viking FK          | Noruega        | 2021-2024 | 74       | 8     |
| Orlando City S. C. | Estados Unidos | 2024-     | 45       | 1     |